# Marinefliegerlehrgruppe

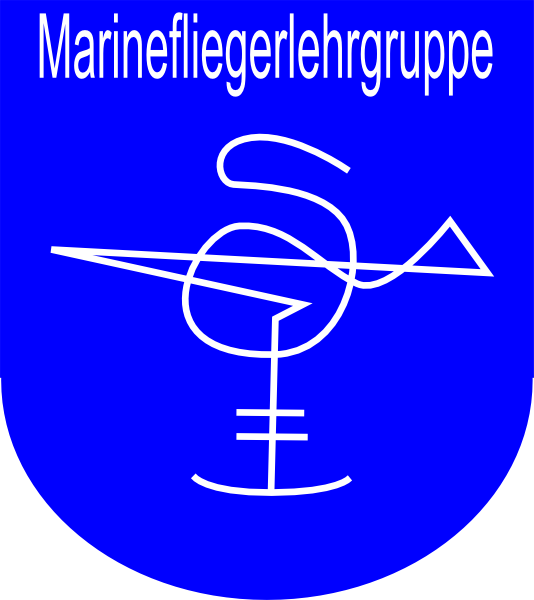
Wappen der Marinefliegerlehrgruppe

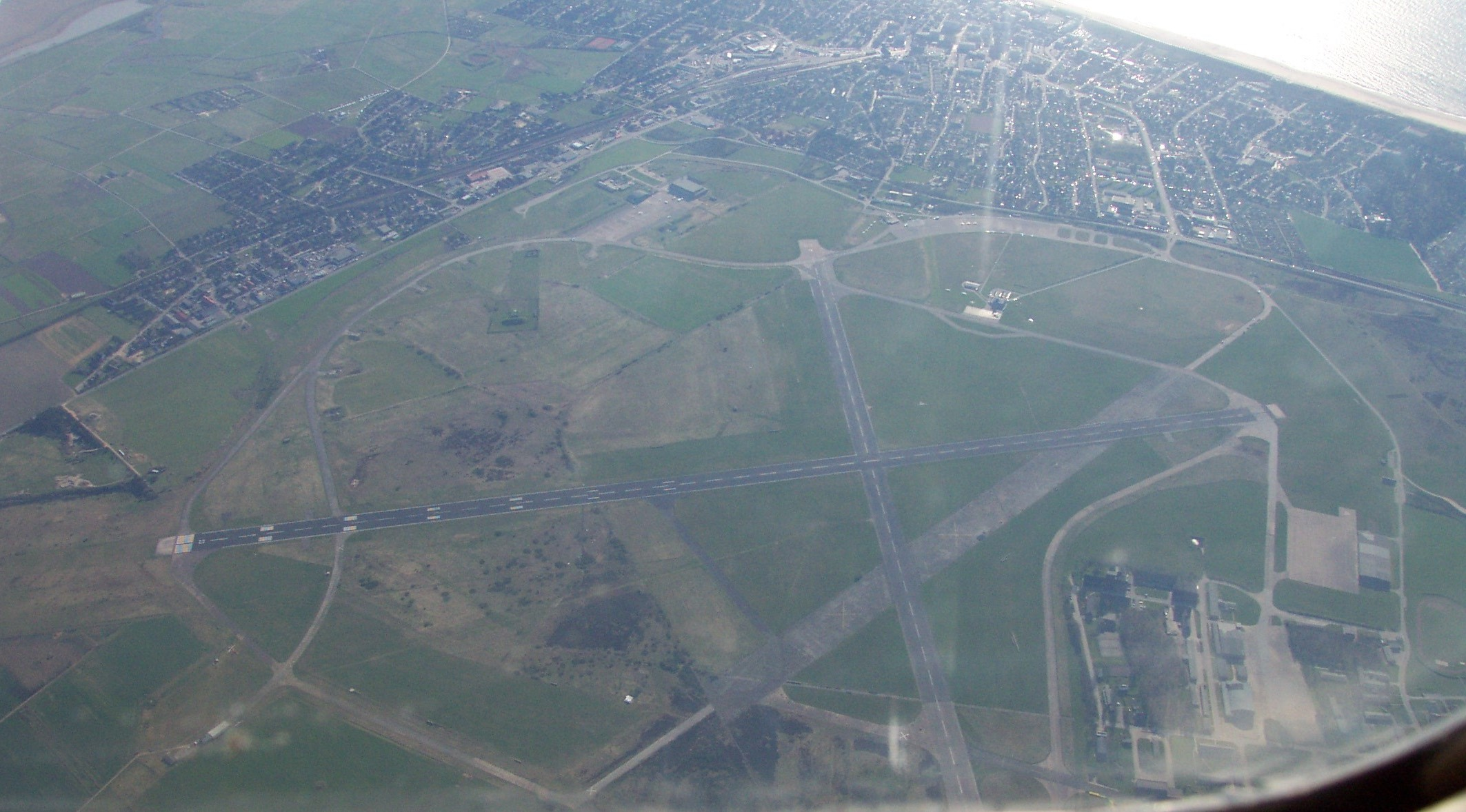
Der Flughafen in Westerland mit den Anlagen der Marinefliegerlehrgruppe rechts unten

Die Marinefliegerlehrgruppe war eine Ausbildungseinrichtung der Bundesmarine für das Personal der Marinefliegerverbände. Sie bestand von 1963 bis 1965 und von 1968 bis 1997.

## Geschichte
Die Marinefliegerlehrgruppe wurde zunächst am 1. April 1963 in Eckernförde aufgestellt, jedoch bereits am 1. Juli 1965 wieder aufgelöst, um eine Neuaufstellung an einem anderen Standort vorzubereiten.
Am 1. Oktober 1968 entstand die neue Marinefliegerlehrgruppe auf dem Fliegerhorst Schleswig des Marinefliegergeschwaders 1. 1972 verlegte sie auf den Flughafen Sylt bei Westerland. Dort übernahm sie Einrichtungen der Luftwaffe, darunter drei große Flugzeughallen, in denen die Ausbildungsanlagen eingerichtet werden konnten. 1997 wurde die Marinefliegerlehrgruppe aufgelöst. Verbleibende Ausbildungsaufgaben übernahm die Marinetechnikschule in Parow, die einen Teil der Anlagen in Westerland bis 2005 weiterbetrieb. Die Inspektion Überleben auf See ist seit 1993 dem Marinefliegergeschwader 3 „Graf Zeppelin“ unterstellt.

## Auftrag und Aufgaben
Der Auftrag der Marinefliegerlehrgruppe beschränkte sich auf die Ausbildung des technischen Bodenpersonals für Luftfahrzeuge der Marine, soweit sie nicht durch die Luftwaffe durchgeführt wurde, sowie der Soldaten der Flugsicherung/des Flugabfertigungsdienstes. Zeitweise fand außerdem die militärische Grundausbildung für die Soldaten des Marinefliegerdienstes an der Marinefliegerlehrgruppe statt. Hinzu kamen die Lehrgänge „Überleben auf See“ für das gesamte fliegende Personal der Bundeswehr und für Angehörige der Polizei, des Bundesgrenzschutzes, der Flugzeugindustrie und verbündeter Streitkräfte.
An der Marinefliegerlehrgruppe fand die fachliche Ausbildung für folgende Verwendungsreihen (VR) statt, sofern sie nicht für bestimmte Flugzeugtypen durch die Luftwaffe durchgeführt wurde:
- Luftfahrzeugwaffen (VR 52)
- Luftfahrzeugelektrik (VR 53)
- Luftfahrzeugtriebwerk (VR 54)
- Fluggerätemechanik (VR 55)
- Flugabfertigung (VR 58)

Ende der 1980er Jahre wurden jährlich etwa 300 Maate und 180 bis 200 weitere Soldaten ausgebildet. Zusammen mit den Teilnehmern der Ausbildung „Überleben auf See“ ergab sich eine Gesamtzahl an Ausbildungsteilnehmern von etwa 2750 pro Jahr. Hinzu kamen etwa 85 zivile  Auszubildende.

## Organisation

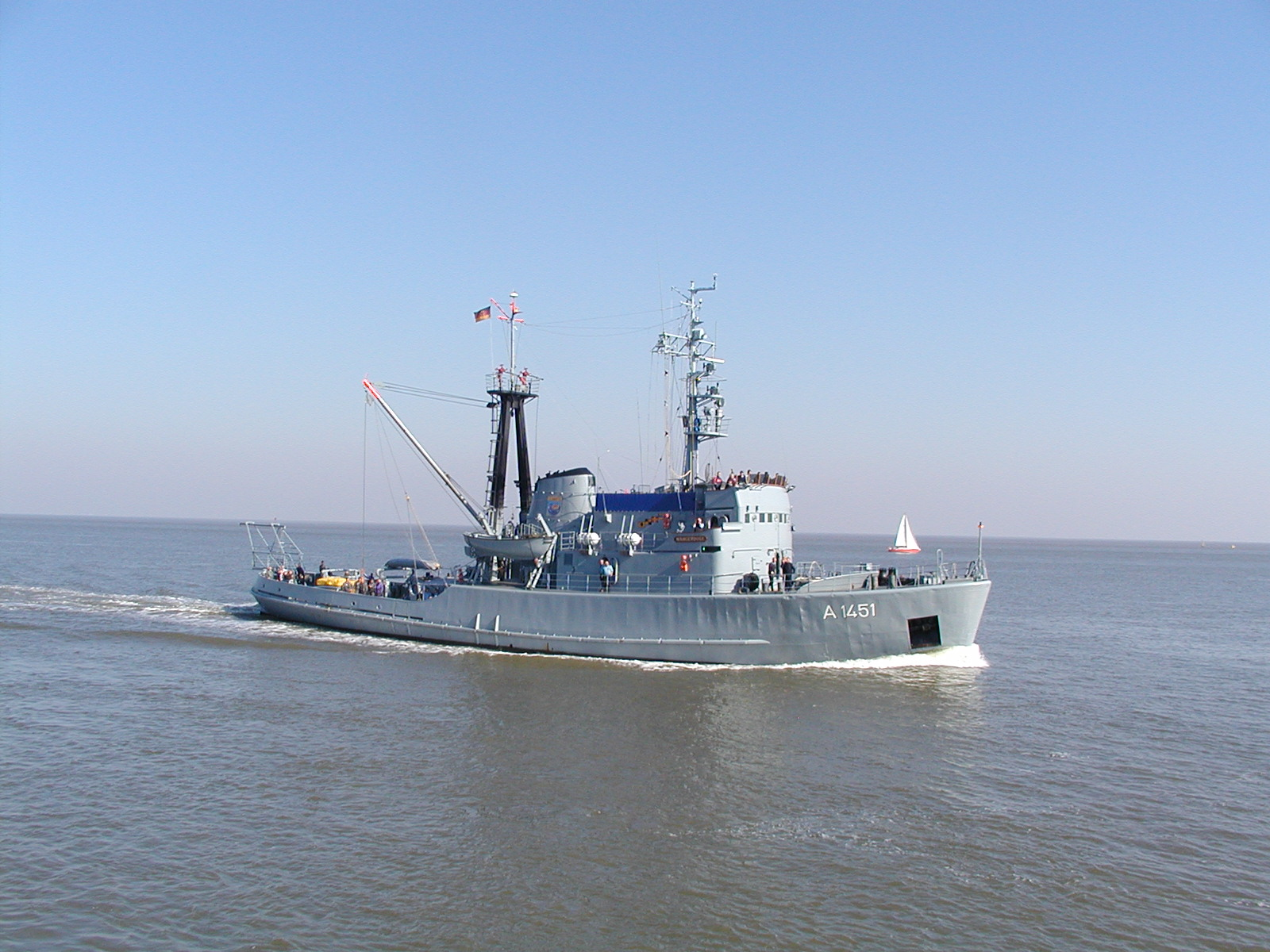
Der Seeschlepper Wangerooge, auf dem ein Teil der Ausbildung „Überleben auf See“ durchgeführt wird. Am Heck ist das Gestell zu erkennen, mit dem die Lehrgangsteilnehmer ins Wasser geworfen werden.

Die Marinefliegerlehrgruppe war ein Ausbildungsverband auf der Bataillonsebene, der von einem Kommandeur im Dienstgrad eines Fregattenkapitäns geführt wurde. Sie unterstand anfangs direkt der Marinefliegerdivision und wurde 1980 truppendienstlich dem Marineamt zugeordnet. Das Personal bestand Ende der 1980er Jahre aus etwa 150 Soldaten und 130 Zivilbediensteten.
Beim Aufbau der Marinefliegerlehrgruppe 1968 wurden zunächst zwei Inspektionen aufgestellt. 1969 kam die auf dem Fliegerhorst Nordholz stationierte 3. Inspektion für die Ausbildung „Überleben auf See“ hinzu. Weil die Marine ihr Ausbildungskonzept für Mannschaften und Unteroffiziere geändert hat, wurden 1973 zwei weitere Inspektionen aufgestellt. Zwei der Inspektionen in Westerland dienten der militärischen Grundausbildung, die anderen beiden der fachlichen Weiterbildung. 1976 wurde eine zivile Ausbildungswerkstatt mit 48 Plätzen für die Ausbildung zum Fluggerätemechaniker eingerichtet. Im Zuge weiterer Umstellungen der Ausbildung wurde die Anzahl der Inspektionen in Westerland 1980 auf drei und 1988 auf zwei reduziert, während die nunmehr als 1. Inspektion bezeichnete Einheit „Überleben auf See“ in Nordholz bestehen blieb.
Danach war die Marinefliegerlehrgruppe wie folgt gegliedert:
Kommandeur
- Stab und Stabskompanie
- 1. Inspektion (Nordholz)
- 2. Inspektion
- 3. Inspektion
- Luftfahrzeugtechnischer Bereich
- Ausbildungswerkstatt

Zum luftfahrzeugtechnischen Bereich gehörten Übungsanlagen für Ausbildung an den Flugzeugmustern Breguet Atlantic, SeaKing und SeaLynx. Hinzu kam eine Munitionsammlung für die Ausbildung des Waffenpersonals.

## Kommandeure (Auswahl)
- Korvettenkapitän Horst Müller: von April 1963 bis Juli 1965
- Korvettenkapitän Hans-Leopold Ochernal: von Juli 1968 bis September 1968 mit der erneuten Aufstellung beauftragt
- Fregattenkapitän Otto Behringer: von Oktober 1968 bis März 1969
- Fregattenkapitän Gerhard Kramer: von April 1969 bis Oktober 1973
- Fregattenkapitän Bernhard Teutsch: von November 1973 bis September 1977
- Fregattenkapitän Ehrhart Kaiser: ab Oktober 1977